# Asociația Română de Hemofilie
Asociația Română de Hemofilie (ARH) este o organizație neguvernamentală creată în 1992, cu scopul de a oferi bolnavilor de hemofilie posibilitatea de a se organiza în mod corespunzător, pentru a le fi reprezentate interesele și nevoile. Necesitatea unei astfel de asociații a rezultat din nevoile speciale ale acestora. Hemofilia este o boală cu caracter ereditar, fiind caracterizată printr-o deficiență de ordin cantitativ sau calitativ a unor proteine plasmatice, numite factori de coagulare. Prin urmare, chiar și în cazul unor traumatisme minore, hemofilicul prezintă o prelungire a timpului de coagulare a sângelui. În absența unui tratament adecvat, unele hemoragii pot amenința viața bolnavului de hemofilie, pe când producerea altora în mod repetat poate duce la distrugeri articulare ireversibile și durere cronică, cu consecințe grave asupra integrării socio-profesionale, respectiv asupra calității vieții hemofilicului.

## Despre
Înființată în anul 1992, Asociația Română de Hemofilie a luat naștere datorită eforturilor depuse de Dna. Prof. Univ. Dr. Margit Șerban (care în prezent este președinte de onoare al ARH) și Dl. Conf. Univ. Dr. Daniel Lighezan, cu scopul de a reuni bolnavii de hemofilie din România într-un cadru corespunzător, în vederea reprezentării intereselor acestora, pe măsura nevoilor asociate acestei boli. A urmat o perioadă de organizare și informare a pacienților și familiilor acestora în legătură cu boala, riscurile și complicațiile ei, astfel încât s-a format o adevărată rețea națională, reprezentată de pacienți hemofilici sau medicii curanți, din orașe precum București, Cluj-Napoca, Craiova, Iași, Sibiu, Târgu Mureș, etc. Extinderea acestei asociații la nivel național a dus la recunoșterea ei de către Ministerul Sănătății din România, prin sentința civilă nr. 706 din 29 mai 1995. Astfel, Asociația Română de Hemofilie a ajuns să reprezinte interesele hemofilicilor pe plan național.
Dezvoltarea relațiilor dintre membrii ARH și bolnavi de hemofilie din alte țări, precum Austria, Germania, Irlanda sau Ungaria a dus la recunoșterea asociației și pe plan internațional, devenind membră încă din 1994 a Federației Mondiale de Hemofilie (World Federation of Hemophilia - WFH) și ulterior membră cu drepturi depline a Consorțiului European de Hemofilie (European Haemophilia Consortium - EHC). Organizarea cu succes a ediției cu numărul 13 a Conferinței Anuale de Hemofilie la Timișoara, cu participare internațională din peste 20 de țări europene, a consolidat în mod considerabil imaginea internațională a asociației.
Prin eforturile susținute ale membrilor săi, dintre care majoritatea sunt suferinzi de hemofilie, respectiv boala von Willebrand, Asociația Română de Hemofilie a înființat cinci sucursale, în următoarele orașe și județe: București, Cluj, Covasna, Gorj și Iași. Scopul creării acestor sucursale a fost acela de a avea posibilitatea unei cât mai bune acoperiri a întregului teritoriu al României și a fi astfel cât mai aproape de toți membrii asociației. Începând cu anul 2011, Asociația Română de Hemofilie a aderat la Coaliția Organizațiilor Pacienților cu Afecțiuni Cronice (COPAC) din România.

## Obiective
Principalul obiectiv al Asociației Române de Hemofilie este de a promova acțiunile care pot avea ca rezultat o ameliorare în ceea ce privește calitatea vieții celor bolnavi de hemofilie sau alte boli asociate acesteia, printr-o serie de mijloace, precum:
- Sprijin acordat hemofilicilor în vederea procurării produselor medicale și a altor mijloace necesare recuperării;
- Asigurarea respectării drepturilor bolnavilor de hemofilie;
- Informarea corespunzătoare a populației în legătură cu această boală (bolnavi de hemofilie, aparținători, instituții de învățământ, etc.);
- Sprijinirea cercetării în domeniul hemofiliei, pentru găsirea unor modalități noi de terapie;
- Înființarea unor centre de recuperare și tabere de vacanță cu rol multiplu (terapeutic, instructiv și recreativ);
- Încurajarea dezvoltării unor relații între membrii asociației, având în vedere natura problemelor cu care aceștia se confruntă;
- Facilitarea integrării hemofilicilor în procesul de pregătire profesională și ulterior în viața socială;
- Dezvoltarea relațiilor de colaborare cu diferite asociații științifice sau caritabile, respectiv cu instituții publice pentru protecția socială;
- Stabilirea și dezvoltarea relațiilor cu asociații similare, la nivel național și internațional;
- Sprijin direct pentru hemofilici și familiile acestora;
- Sprijin suplimentar pentru cei infectați cu virusul HIV;
- Obținerea și asigurarea fondurilor necesare îndeplinirii obiectivelor amintite.[7]

## Structură

### Statut
Conform Statutului Asociației Române de Hemofilie, organele de conducere sunt următoarele:
- adunarea generală
- consiliul de conducere
- consiliul de conducere lărgit
- contabil
- biroul de consultații științifice

La rândul său, consiliul de conducere, ales de adunarea generală pentru un mandat de 3 ani, are următoarea componență:
- președinte
- 2 vicepreședinți
- secretar
- contabil

### Filiale
Sediul central al Asociației Române de Hemofilie se găsește în Timișoara, în cadrul Spitalului Clinic de Urgență pentru Copii "Louis Țurcanu". ARH are de asemenea alte 5 filiale, în următoarele orașe:
- București
- Cluj-Napoca
- Iași
- Sfântu Gheorghe
- Târgu Jiu

### Conducere
Asociația Română de Hemofilie are următoarea structură de conducere:
- Președinte de onoare, membru fondator: Prof. Univ. Dr. Margit Șerban
- Președinte: Andrei Daniel
- Vicepreședinte: Dr. Delia Mihailov
- Purtător de cuvânt: Diana Geambașu
- Secretar: Sebastian Maranga

## Activități

### 2008[10]
- Conferința internațională cu titlul "Hemofilia în Europa de Sud-Est", organizată în parteneriat cu Ministerul Sănătății din România și Casa Națională de Asigurări de Sănătate, sub egida Comisiei de Sănătate
Publică a Senatului și Camerei Deputaților din Parlamentul României. La această conferință au participat, printre alții, profesori și doctori din Bulgaria, Croația, Macedonia, România sau Serbia.

- Campania "Sprijin pentru Hemofilie", cu scopul de a promova sloganul Tratament pentru toți. Tatăl unui băiețel bolnav de hemofilie a parcurs distanța Sfântu Gheorghe - Istanbul pe bicicletă, pentru a trage un semnal de alarmă cu privire la lipsa unei asistențe medicale adecvate pentru bolnavii de hemofilie din România.

### 2009[10]
- Îmbunătățirea calității îngrijirii pacienților cu hemofilie din România, un proiect național de evaluare a pacienților cu hemofilie, elaborat de Asociația Română de Hemofilie, în colaborare cu Societatea Română de Hematologie. Scopul acestui proiect a fost sublinierea gravității acestei boli la nivel național, dezvoltarea unei rețele cu adevărat funcționale, respectiv o îmbunătățire în ceea ce privește calitatea vieții și speranța de viață pentru bolnavii de hemofilie.

- Workshop cu participare internațională "Kinetoterapia - element cheie în tratamentul comprehensiv al bolnavului cu hemofilie". A treia conferință de acest tip organizată împreună cu experți din Olanda, acest workshop a avut loc la Centrul Medical Clinic de Evaluare și Recuperare pentru Copii și Adolescenți „Cristian Șerban” din Buziaș.

- Optimizarea strategiei și efcientizarea demersurilor pentru asigurarea unui tratament adecvat pentru bolnavii de hemofilie din România. Discutarea problemelor și stabilirea direcțiilor de urmat s-au desfășurat în prezența unor reprezentanți ai Asociației Maghiare de Hemofilie, dorindu-se oficializarea colaborării cu această asociație, pentru avantajele reciproce ce derivă dintr-o astfel de decizie.

- Tabăra de la Eforie Nord pentru copiii cu hemofilie, având o serie de obiective, precum: evaluarea pacienților din punct de vedere clinic și paraclinic, învățarea tehnicii de autoadministrare a tratamentului, ședințe de fiziochimioterapie și, nu în ultimul rând, oferirea unei vacanțe distractive pentru copiii respectivi.

### 2010
- 17 aprilie - Ziua Internațională a Hemofiliei, sărbătorită la Timișoara prin tratarea unor subiecte de interes major pentru asociație și bolnavii de hemofilie, precum și printr-un moment artistic datorat cantautorului Ducu Bertzi.[11]

### 2011
- 16 aprilie - "Marșul Hemofiliei", o acțiune care s-a vrut a fi un semnal de alarmă tras de societatea civilă și bolnavii de hemofilie, în legătură cu această boală și efectele acesteia.[12]

- 30-31 iulie - Iron Bike Oradea, un concurs de ciclism organizat și sub semnul Asociației Române de Hemofilie. Ciclistul Eduard Aștilean a purtat pe tot parcursul concursului un tricou și alte materiale menite să atragă atenția publicului larg asupra activității și cauzei acestei asociații.[13]

### 2012
- 15 aprilie - “Minutul de rugăciune pentru HEMOFILIE”, o acțiune prin care Asociația Română de Hemofilie a încercat atragerea atenției opiniei publice, a instituțiilor responsabile și a factorilor decizionali asupra problemelor pacienților cu hemofilie din România, printr-un apel la rugăciune națională.[14]

- 17 aprilie - "VIS PESTE GENERAȚII", un concert caritabil organizat la Filarmonica Banatul din Timișoara, cu ocazia Zilei Mondiale a Hemofiliei, având drept scop strângerea de fonduri pentru bolnavii de hemofilie.[14]

- 3 noiembrie - "Simpozion regional de Twinning - Pacientul hemofilic", organizat de Asociația Română de Hemofilie, în parteneriat cu Asociația Maghiară de Hemofilie, în prezența președinților celor două asociații (Daniel Andrei, respectiv Dr. Varga Gabor) și a D-lui Prof. Univ. Dr. Vasile Astărăstoae, președintele Colegiului Medicilor din România.[1]

### 2013
- 4-6 octombrie - România, prin Asociația Română de Hemofilie, va fi gazda ediției cu numărul 26 a Conferinței Anuale de Hemofilie, organizată de Consorțiul European de Hemofilie.[15]